# سم دموي
السم الدموي أو توكسين دموی (بالإنجليزية: Hemotoxin)‏ هي السموم التي تدمر خلايا الدم الحمراء، وتعطل تخثر الدم، و/أو تسبب فشل في الأعضاء وتضرر الأنسجة. مصطلح السم هو تسمية خاطئة إلى حد ما لأن السموم هي التي تتلف الدم تلحق الضرر أيضًا بالأنسجة الأخرى. غالبًا ما تكون الإصابة من عامل تسمم الدم مؤلمة جدًا ويمكن أن تسبب ضررًا دائمًا وفي الحالات الشديدة الوفاة.
السموم الدموية غالباً ما تنتج من قبل الحيوانات السامة، بما فيها الثعابين (الأفاعي وأفاعي الحفرة) والعناكب (عنكبوت الناسك البني). تحتوي سموم الحيوانات على إنزيمات وبروتينات أخرى سامة للدم أو سامة للأعصاب أو في بعض الأحيان كليهما (الماموشي الياباني،  والأنواع المماثلة). بالإضافة إلى قتل الفريسة، فإن جزءًا من وظيفة السم الدموي لبعض الحيوانات هو المساعدة على الهضم. يكسر السم البروتين في منطقة اللدغة، مما يسهل هضم الفريسة.
العملية التي يتسبب من خلالها السموم الدموية في الموت تكون أبطأ بكثير من تلك التي يسببها السم العصبي. قد تضطر الثعابين التي تسمم حيوانًا مفترسًا إلى تتبع الفريسة أثناء فرارها. تعتمد الأعراض على النوع والحجم وموقع اللدغة وكمية السم المحقون. في البشر، تشمل الأعراض الغثيان والارتباك والصداع. قد تتأخر هذه لعدة ساعات.
تستخدم السموم الدموية في الدراسات التشخيصية لعملية التخثر.